# 泽尔法柳
泽尔法柳（義大利語：Zerfaliu），是意大利奥里斯塔诺省的一个市镇。总面积15.46平方公里，人口1182人，人口密度76.5人/平方公里（2009年）。ISTAT代码为095075。